# Vâlcele (Târgu Ocna), Bacău
Vâlcele este o localitate componentă a orașului Târgu Ocna din județul Bacău, Moldova, România.

## Istoric
În anul 1908, satele Mosoarele, Păcurile, Poienile, Vâlcelele și Bogata au fost desprinse din Târgu-Ocna pentru a forma comuna Vâlcelele, satul Vâlcelele devenind reședință de comună. Într-un raport al prefectului județului Bacău din 1910 se cerea dizolvarea sfatului satului Mosoarele, pendinte de comuna Vâlcelele, întrucât postul de delegat era vacant iar printre membrii sfatului nu se mai aflau știutori de carte pentru a fi aleși dintre ei, conform legii pentru organizarea comunelor și sfaturilor sătești. A fost numită o singură persoană drept delegat special pentru girarea afacerilor satului, până la alegerea și instalarea unui nou sfat. În 25 septembrie 1925 Ferdinand I al României a decretat, în cadrul unei reforme administrative pe țară, alipirea la Târgu-Ocna a satelor Mosoarele, Păcurile, Poienile și Vâlcelele de la comuna rurală Vâlcelele.